# Miguel Rodríguez (athlétisme)
Pour les articles homonymes, voir Miguel Rodríguez et Rodríguez.
Miguel Ángel Rodríguez Gallegos (né le 15 janvier 1967 à Chihuahua) est un athlète mexicain spécialiste de la marche athlétique. 
Il participe quatre fois aux Jeux Olympiques entre 1992 et 2004, en terminant deux fois dans les huit premiers (8ème en 1992 et 7ème en 2000).
Il finit troisième des championnats du monde d'Athènes en 1997 sur 50 km marche.

## Palmarès
| Année | Compétition           | Lieu    | Résultat | Épreuve      |
| ----- | --------------------- | ------- | -------- | ------------ |
| 1997  | Championnats du monde | Athènes | 3e       | 50 km marche |